# Jean-Bertrand Pégot-Ogier
Pour les articles homonymes, voir Pégot-Ogier et Pégot.
Jean-Bertrand Pégot-Ogier, ou Jean-Bertrand Alexis Pégot-Ogier, raccourci parfois en Jean Pégot-Ogier, connu sous le nom de Jean Pégot en tant que sportif, né le 7 mai 1877 à Salamanque (Espagne) et mort le 2 octobre 1915 au front à Moulin-sous-Touvent,,, (Oise) est un peintre, graveur, illustrateur, photographe, écrivain et coureur cycliste français.

## Biographie
La famille de Jean-Bertrand Pégot-Ogier est originaire de Saint-Gaudens et de Toulouse. Les Pégot-Ogier sont issus des Ogier de Pégot, famille noble installée en Gascogne depuis le XIIIe siècle et se disant issue d'Ogier le Danois, compagnon de Charlemagne.
Son grand-père, Jean-Baptiste Pégot-Ogier, est commissaire de la République dans le Gers, député et opposant résolu au coup d'État du 2 décembre 1851 de Louis-Napoléon Bonaparte. Cela lui valut d'être proscrit et de s'exiler en Espagne.
Son père Eugène Pégot-Ogier est écrivain, homme d'affaires, banquier, grand voyageur, éditeur, journaliste, polyglotte, photographe, peintre amateur, collectionneur, érudit, ; il fait partie du cercle d'intellectuels gravitant autour de Victor Hugo lors de son exil à Guernesey. Eugène épouse, en secondes noces en 1877, Jean Airlie Euphenia Géraldine Fitzgerald, née à Hastings en Angleterre, fille d'un maréchal et arrière-petite-fille par sa mère d'un lord écossais,. Ils ont deux fils, Jean-Bertrand, né à Salamanque le 7 mai 1877 et Ferdinand, né à Jersey le 17 novembre 1878.
Le couple Pégot-Ogier acquiert en 1879 une belle propriété à Hennebont, la villa Belle-Vue ou Bellevue, appelée le « château de Bellevue » par Eugène Pégot-Ogier.
Les époux Pégot-Ogier instruisent leurs enfants dans les sciences et les arts, la musique et la peinture notamment, ainsi que la photographie et la littérature. La maison et les jardins qui l'entourent donnent sur une vue splendide des berges du Blavet.
Jean-Bertrand et Ferdinand Pégot-Ogier font leurs études à Hennebont et au lycée de Lorient, où ils obtiennent leur baccalauréat,.
Jean-Bertrand Pégot-Ogier fait son apprentissage de peintre avec son père. Il reçoit une éducation bourgeoise et la propriété familiale de « Belle-Vue » ou « Bellevue » devient le refuge des idéalistes et de la bonne société du secteur.
La mort de son père en 1895 oblige Jean-Bertrand Pégot-Ogier à travailler de façon plus rationnelle et c'est ainsi qu'il s'intègre à l'École de Concarneau.
Le 30 mai 1902, sa mère, Géraldine Fitzgerald, meurt à l'âge de 52 ans, laissant Jean-Bertrand Pégot-Ogier désemparé et révélant son caractère hypersensible teinté de pessimisme. Cette brutale solitude le conduit à réfléchir sur ses capacités personnelles et artistiques. C'est le moment où il accueille un élève qui restera son ami : Pierre Bertrand.
Au cours de l'été 1902, Pégot-Ogier fait la connaissance de Marie Joséphine Ross, une jeune musicienne en vacances à Doëlan. Elle a 15 ans et ils se marieront à Montrouge le 26 décembre 1905.
Aspirant au 265e régiment d'infanterie, Jean-Bertrand Pégot-Ogier est tué le 2 octobre 1915 au front à Attichy dans l'Oise.

### Le peintre

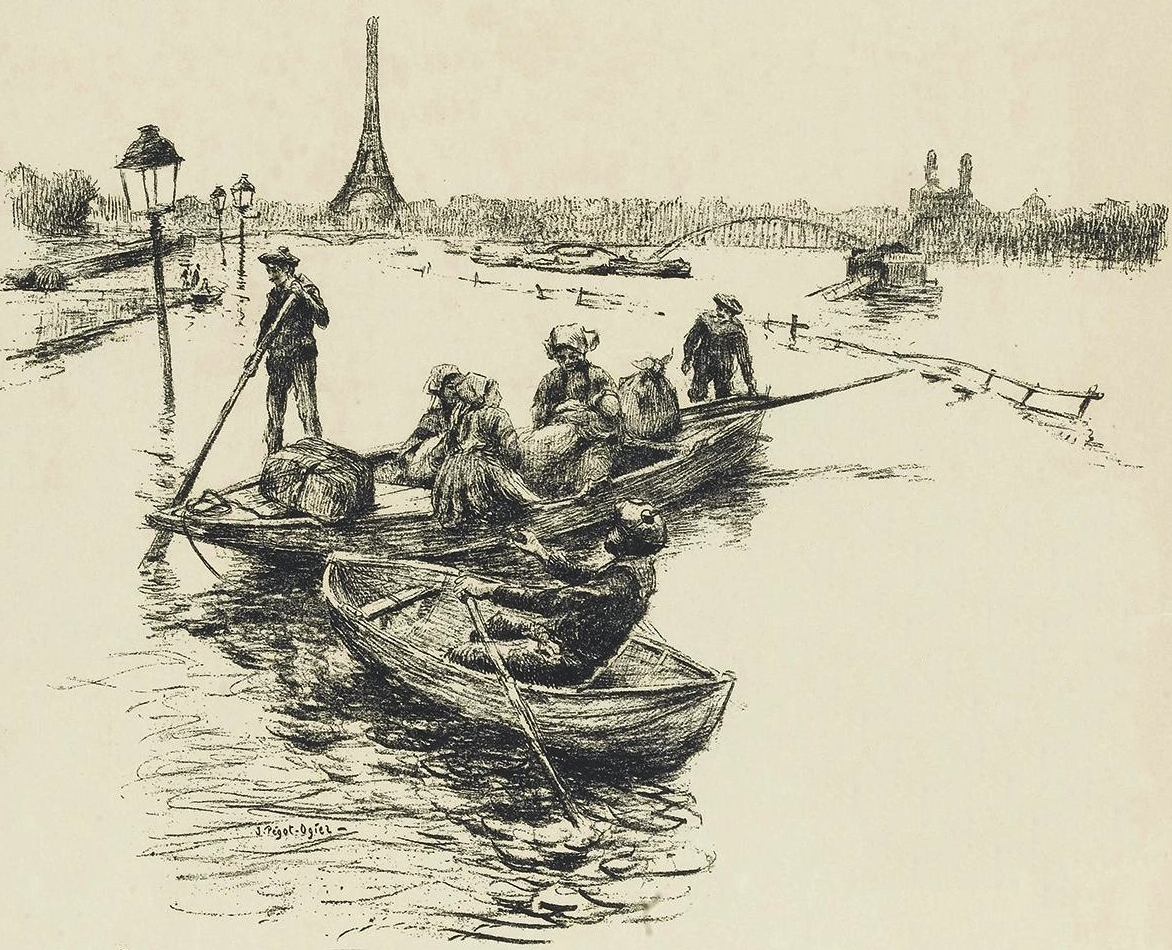
Souvenir des inondations de Paris 1910, lithographie, Marseille, musée des Civilisations de l'Europe et de la Méditerranée.

En vacances à Concarneau, il rencontre deux folkloristes, Théophile Deyrolle et Alfred Guillou, inspirateurs de l'École de Concarneau, qui éveillent en lui une sensibilité bretonne et lui donnent un enseignement.
Il commence à peindre lors de séjours à l'île de Groix.
En 1900, il expose à Paris au Salon des artistes français avec le soutien d'Alfred Guillou et de Théophile Deyrolle. Il devient sociétaire de la Société des artistes français,.
En 1901, il expose à nouveau à Paris au Salon des artistes français.
En 1904, il expose deux œuvres à Nantes. Il se rend également à Port-Blanc avec son frère Ferdinand pour répondre à l'invitation d'Anatole Le Braz. Il est membre de l'association des bleus de Bretagne.
En 1905, il expose deux œuvres à Rennes.
Il partage son existence entre Hennebont et Paris. Il devient collaborateur artistique du journal Le Breton de Paris, secrétaire de l'Association des Morbihannais de Paris, puis secrétaire de la Fédération des Bretons de Paris.
Ses œuvres sont fortement inspirées par la Bretagne. Il fait partie de l'École de Concarneau et crée une école de dessin à Lorient. Il séjourna à plusieurs reprises au Faouët (Morbihan), y peignant plusieurs tableaux et, ému par le délabrement de la chapelle Saint-Fiacre et de son jubé, il publia des articles dans le journal Le Breton de Paris afin d'alerter les autorités.
Il épouse le 26 décembre 1905, à Montrouge, Marie-Joséphine Ross, une pianiste d'origine autrichienne élève au Conservatoire de Paris. Dans ses échanges épistolaires avec ses amis (Pierre Bertrand) et dans les titres de certaines œuvres, celle-ci est toujours surnommée « le Lippon ». Le mariage — uniquement civil — et l'origine étrangère de son épouse sont mal acceptés par une partie des habitants d'Hennebont, au point qu'il y retourne de moins en moins.
Il organise, en 1907, une grande exposition à Lorient sous le patronage des Sauveteurs bretons et de la Marine.
En mars 1908 est créée la Société lorientaise des beaux-arts dont il devient vice-président. Ce même mois, ayant un impérieux besoin financier pour satisfaire ses créanciers, le peintre ouvre, rue Renan à Lorient, un cours de dessin et peinture, mais faute d’un nombre suffisant d’élèves il doit le fermer quelques mois plus tard.
En août 1909, il réalise la vente de tous les meubles de sa maison Belle-Vue d'Hennebont avec laquelle il espère se renflouer et fait envoyer tout son atelier à Paris. Il trouve un locataire en octobre.
En 1909, il fait une exposition à Cologne en Allemagne.
À partir de 1910, le couple Pégot-Ogier connaît des difficultés d'argent qui les amène à vendre deux tableaux de Paul Gauguin que le peintre leur avait offerts,
La peinture de Jean-Bertrand Pegot-Ogier est marquée tantôt par l'impressionnisme, tantôt par le synthétisme.
Grâce au travail universitaire de Marie-Christine Train, réalisé en 1990 sous la direction de Denise Delouche, qui a permis de redécouvrir le peintre, dont l'œuvre avait été un peu oubliée depuis les années 1930, une première exposition a été organisée au musée de Pont-Aven du 26 juin au 27 septembre 1993. Celle-ci a donné lieu à la publication d’un catalogue : Jean Pégot-Ogier 1877-1915 qui, outre quatre pages de texte et une préface de Catherine Puget, conservatrice du musée, regroupe essentiellement les illustrations d’une cinquantaine d’œuvres.
Six œuvres ont été présentées dans l'exposition L'âge d'or de la peinture en Bretagne au musée de la Cohue à Vannes, du 23 juin au 28 octobre 2001 en particulier le diptyque Matin de pardon et Soir de pardon appartenant à la collection de la Ville de Lorient. Ces deux toiles sont caractéristiques de la veine synthétiste de l'artiste, les aplats de couleur pure, les formes simplifiées et épurées cernées d'un liseré noir ou bleu foncé étant directement inspirés des préceptes énoncés par Paul Gauguin, Émile Bernard, Paul Sérusier et leurs amis de l'école de Pont-Aven.
D'autres œuvres, telles que Rentrée des bateaux. Étude à Douëlan [sic] de 1895 — première toile actuellement connue de l'artiste — ou Le Ramassage du goémon à Doëlan, dans lesquelles on observe une touche morcelée et divisée faite de petits coups de pinceau allongés, parallèles et obliques, sont, elles, fortement inspirées par l'œuvre d'Henry Moret (1856-1913) que Pégot-Ogier considérait comme l'un de ses maîtres. Ces toiles illustrent bien son appartenance au courant post-impressionniste.
Un tableau de l’artiste figurait, en 2003, dans la grande exposition : L'aventure de Pont-Aven et Gauguin, organisée à l’occasion du centenaire de la mort de Gauguin au musée du Luxembourg à Paris puis au musée des Beaux-Arts de Quimper.
Le musée du Faouët, dans le Morbihan, a consacré à l'artiste, du 27 juin au 11 octobre 2015, une grande exposition rétrospective pour faire revivre son œuvre et honorer sa mémoire à l'occasion du centième anniversaire de sa mort. Plus de 130 œuvres, huiles, gouaches et dessins ont ainsi été présentées au public. Un catalogue a été édité à cette occasion : Jean-Bertrand Pégot-Ogier 1877-1915 chez Liv'Éditions par les deux auteurs Jean-Marc Michaud et Christian Bellec. Un premier état du catalogue raisonné du peintre en version numérique, recensant 550 œuvres, (huiles sur tous supports et œuvres sur papier) a été réalisé par ce dernier, en accord avec les ayants droit de l'artiste.
La revue de la Société d'études de Brest et du Léon : Les Cahiers de l'Iroise a publié fin 2015 un long article consacré au peintre : « Jean-Bertrand Pégot-Ogier : un illustrateur oublié ».

### Le photographe
À partir de 1902, déçu par l'image d'une Bretagne pittoresque vidée de son âme, il rompt avec l'École de Concarneau et s'isole. Il délaisse un peu la peinture au profit de la photographie et du cyclisme.

### Le coureur cycliste
Jean-Bertrand Pégot-Ogier est aussi un grand sportif. Il est contrôleur en 1904 d'une société de gymnastique à Hennebont et champion cycliste.
Il participe à la fin des années 1890 à des compétitions « vélocipédiques ».
Le 4 septembre 1898, il participe à Châteaulin aux deux courses traditionnelles de la fête patronale : la première course de 9 km sur la route de Quimper avec neuf coureurs au départ et la deuxième course de 5 km sur la route de Port-Launay, organisée par l'UVB, Union vélocipédique bretonne, qui constitue le championnat officiel de Bretagne sur route.
Les courses :
- classement de la première course[21] : 1er Gaby (Rennes), 2e Henri Auffret (Brest), 3e Jean Pégot (Lorient), 4e Léon Rannou (Le Faou) ;
- classement de la deuxième course : 1er Jean Pégot (Lorient), 2e Léon Rannou (Le Faou) et Henri Auffret (Brest) ex-aequo. Ainsi J.-B. Pégot-Ogier devient l'officiel champion de Bretagne sur route de l'année 1898.

En 1899, il s'impose dans les courses d'Auray et continue de pratiquer la compétition cycliste pendant quelques saisons.

## Œuvres

### Peinture
- Chasse-marée au Pouldu (1898).
- Le Pouldu. Marianne Landeau.
- Rivière bretonne (1897).

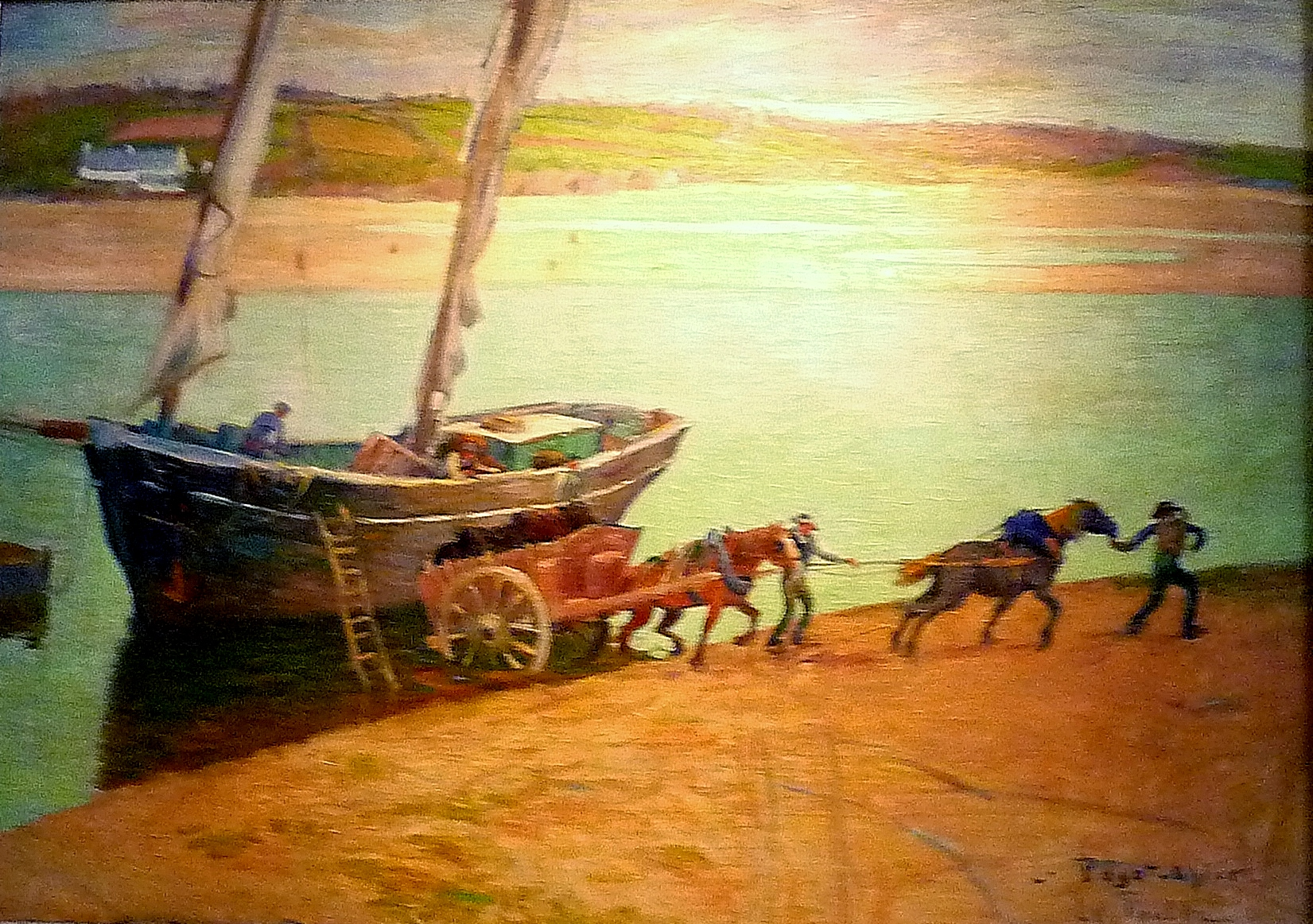
Chasse-marée au Pouldu (attribution), localisation inconnue.

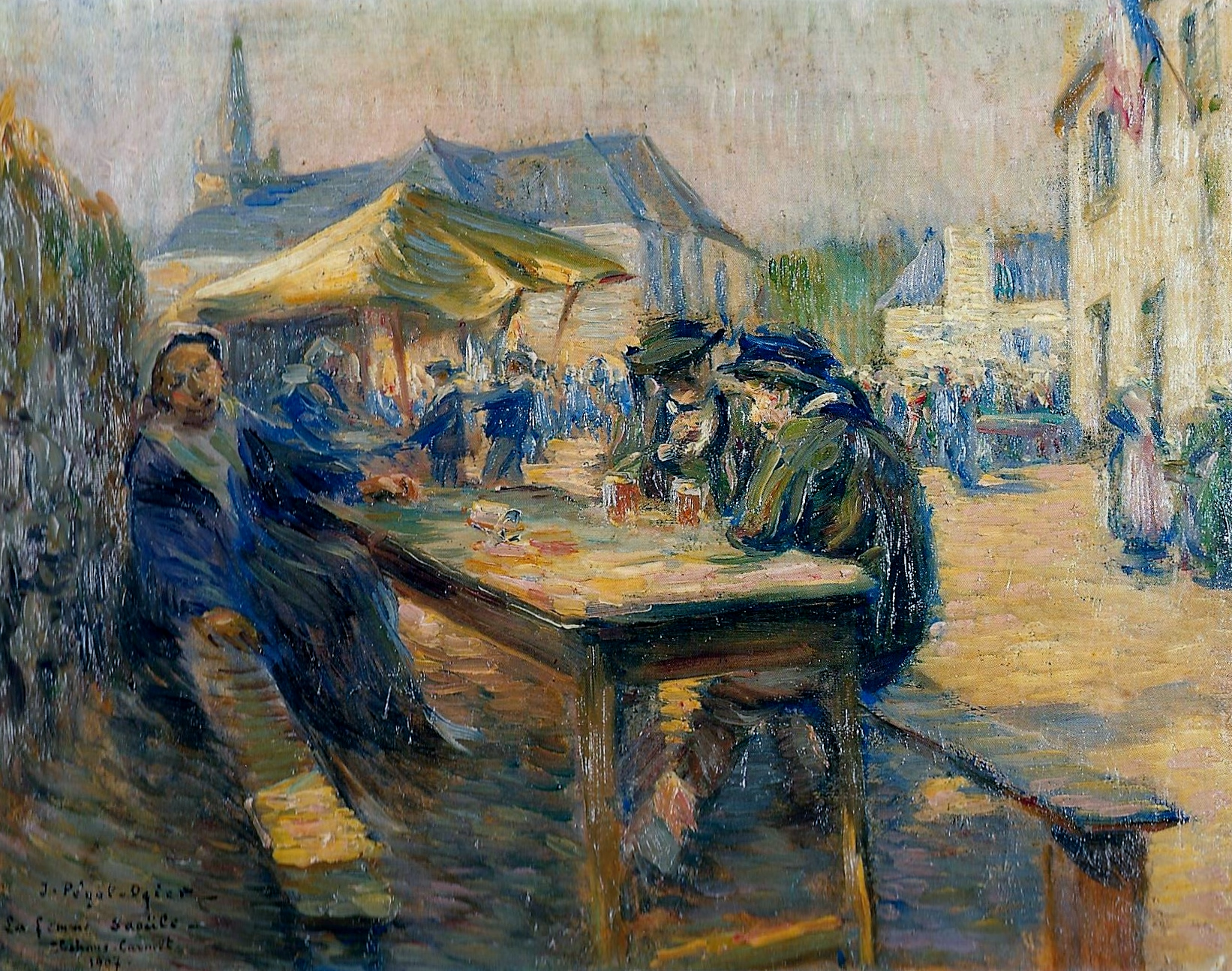
La Femme saoule. Clohars-Carnoët (1907), localisation inconnue.

- Séchage du linge près de la rivière (1898).
- Paysage (1898).
- Propos de buveurs (1900), présenté au Salon des artistes français.
- Éloge du cidre (1900), présenté au Salon des artistes français.
- Le Cidre répandu (1901), présenté au Salon des artistes français.
- Étude de neige (1904).
- Le Chapelet (1905).
- La Procession (1905), huile sur toile, 46x55 cm, vendu 3 600€ (le 22 juillet 2023 à Brest).
- Nu (1905).
- Deux pivoines (1905).
- Les Grèves des forges en 1906 (1906), mairie d'Hennebont[3].
- À Sainte-Anne-d'Auray (1907), présenté en avril à Rennes à l'exposition de l'Association artistique et littéraire de Bretagne
- Matin de mai (1907), présenté en avril à Rennes à l'exposition de l'Association artistique et littéraire de Bretagne.
- L'Attente au pied du phare de Doëlan (1907), présenté en avril à Rennes à l'exposition de l'Association artistique et littéraire de Bretagne.
- La Vigne vierge (1907), présenté en avril à Rennes à l'exposition de l'Association artistique et littéraire de Bretagne.
- Odette au chapeau (1907).
- Étude de femme au bord de la mer (1907), présenté en octobre à Paris au Salon d'automne.
- Un effet de soleil à tout casser sur des laveuses (1908).
- Les Barques au sec (1908), présenté en mars à Paris au Salon des indépendants.
- Les Laveuses (1908), présenté en mars à Paris auSalon des indépendants.
- Sainte-Anne-d'Auray (1908), présenté en mars à Paris au Salon des indépendants.

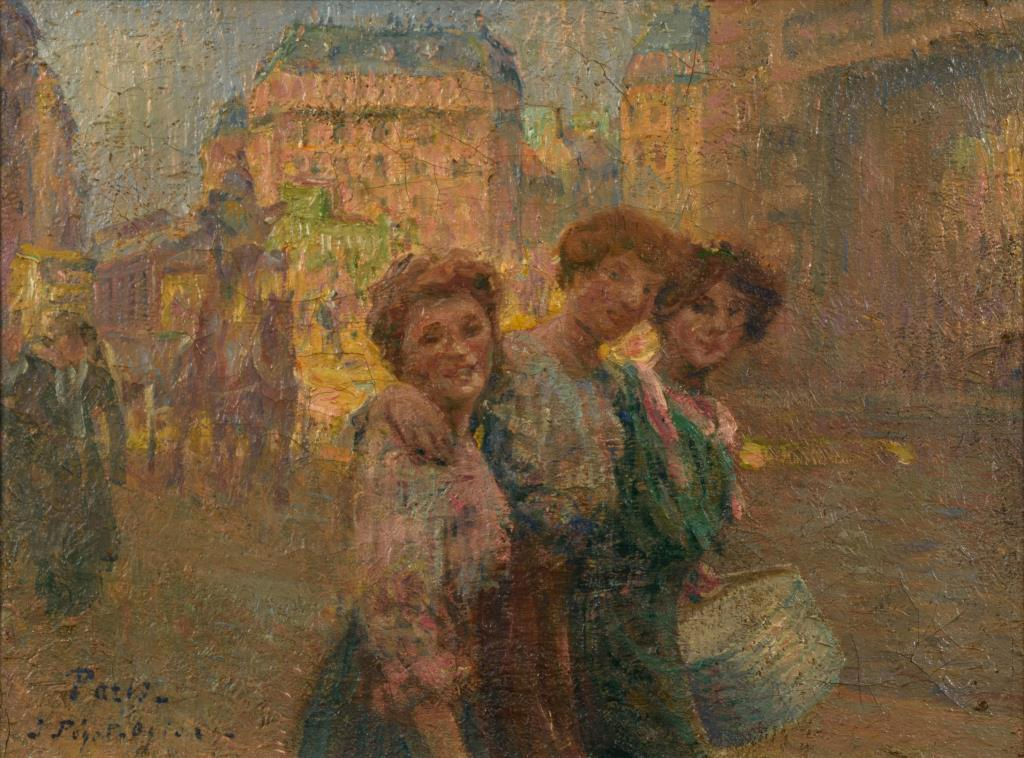
Jean-Bertrand Pégot-Ogier : Trois femmes à Paris (huile sur toile, avant 1915)

- Jean-Bertrand Pégot-Ogier : Trois femmes à Paris (huile sur toile, avant 1915)Étude de Bretonnes (1908), présenté en mars à Paris au Salon des indépendants.
- Sardinières de Doëlan (1908), présenté en mars à Paris au Salon des indépendants.
- Marché à Hennebont (1908), présenté en mars à Paris au Salon des indépendants.
- Paysage breton, le Blavet (1908), présenté en octobre à Paris au Salon d'automne, acheté par le musée de Lorient.
- Les quatre saisons (1908), paravent.
- Paysage à vaches (1908).
- Triptyque de fleurs (1908).
- Fleurs sur la terrasse (1909), présenté en mars à Paris au Salon de la Société nationale des beaux-arts.
- Les Choux (1909), présenté en mars à Paris au Salon des indépendants.
- Bretonne à la poupée (1909), présenté en mars à Paris au Salon des indépendants.
- Fleurs sur la terrasse (1909), présenté en novembre à Paris au Salon d'automne.
- Blavet (marée haute) (1909), présenté en novembre à Paris au Salon d'automne.
- Pardon de Saint-Philibert (1909), pastel, présenté en décembre à Nantes au Société des artistes bretons.
- Noël breton (1909).
- Pour les matelots bretons (1910), lithographie faite à l'occasion des grands inondations de Paris et publiée par Le Breton de Paris[5],[22].
- Soir en Bretagne, bateaux de pêche (1910), exposé en février à Nantes aux Amis des Arts.
- La Robe rouge (1910), exposé en février à Nantes aux Amis des Arts.
- La Moisson (1910), présenté en mars à Paris au Salon des indépendants.
- La Danse (1910), présenté en mars à Paris au Salon des indépendants.
- Le Lavoir (1910), présenté en mars à Paris au Salon des indépendants.
- Le Pardon (1910), présenté en mars à Paris au Salon des indépendants.
- Le Jardin (1910), présenté en mars à Paris au Salon des indépendants.
- Matin de mai (1911), présenté en avril à Paris au Salon des indépendants.
- Procession bretonne (1911), présenté en avril à Paris au Salon des indépendants.
- Pardon breton (1911), présenté en avril à Paris au Salon des indépendants.
- Paysage breton (1911), présenté en avril à Paris au Salon des indépendants.
- Moissonneurs (1911), présenté en avril à Paris au Salon des indépendants.
- Femmes dans un jardin (1911), présenté en avril à Paris au Salon des indépendants.
- L'Arrosage du potager (1911), présenté en octobre à Paris au Salon d'automne.
- Paysage au Pouldu, Bretagne (1) (1912), présenté en avril à Paris au Salon des indépendants.
- Paysage au Pouldu, Bretagne (2) (1912), présenté en avril à Paris au Salon des indépendants.
- Paysage au Pouldu, Bretagne (3) (1912), présenté en avril à Pari au Salon des indépendants.
- Moisson en Bretagne ou Maison en Bretagne (1911).
- Lavoir de Sherbilling, Pouldu (1911), présenté en octobre à Paris au Salon d'automne.
- La Cale du Pouldu (1911), présenté en octobre à Paris au Salon d'automne.
- Jeune breton au panier. À l'ami Maxence (1911).
- Scène bretonnes (1913), présenté en avril à Paris au Salon des indépendants.
- Le Pouldu, Finistère (1) (1913), présenté en avril à Paris au Salon des indépendants.
- Le Pouldu, Finistère (2) (1913), présenté en avril à Paris au Salon des indépendants.
- Bretagne, triptyque (1913), présenté en octobre à Paris au Salon d'automne.
- Marine au Pouldu (1913), présenté en octobre à Paris au Salon d'automne.
- Paysage au Pouldu (1) (1913), présenté en octobre à Paris au Salon d'automne.
- Paysage au Pouldu (2) (1913), présenté en octobre à Paris au Salon d'automne.
- Pardon de la Pitié, Pouldu (1913)[23].
- Le Pouldu, Marianne Landeau (vers 1913)[24].
- Lecture (1913), dessin, lavis et encre, présenté en octobre à Paris au Salon d'automne.
- À Concarneau (1913), dessin-plume-rehaussé, présenté en octobre à Paris au Salon d'automne.
- Procession au Pouldu (1914), présenté en avril à Paris au Salon des indépendants.
- Jeune bretonne d'Hennebont (1914), présenté en avril à Paris au Salon des indépendants.
- Pardon en Bretagne (1914), présenté en avril à Paris au Salon des indépendants.
- Fleurs sur la terrasse (1914), présenté en avril à Paris au Salon des artistes français.
- Le Pouldu, Finistère (1914), aquarelle, présenté en avril à Paris au Salon des artistes français.
- Le vieux pont, Pont-Scorff (1914)[25].
- La Gavotte, Morbihan (1914)[26].
- Le Scorff à Pont-Scorff (1914), huile sur toile, 46 × 65 cm, collection particulière[27].

Œuvres non datées
- Bretonnes assises au Lohic, huile sur bois, Le Lohic est un quartier de Port-Louis[28].
- La Dame au chapeau vert, aquarelle, mairie d'Hennebont[3].
- Le Grazelou au Pouldu, Lorient, musée national de la Marine de Port-Louis[3].
- L'Artiste dans la chapelle, musée du Faouët[3].
- Fermes dans un paysage de Bretagne, musée des beaux-arts de Rennes[3].
- Le Mousse aux deux canots (huile sur carton, collection particulière)[11].
- Bretonne assise, Doëlan[29].
- Jeune bretonne allongée[23].
- Jeunes filles bretonnes en prière[30].
- Jeune Bretonne de Pont-Scorff, jour de printemps[31].
- Bords de l'Aven synthétistes, huile sur toile, 65x50 cm, vendu 5 400€ (le 22 juillet 2023 à Brest).
- Portrait de femme, huile sur carton, 46x36 cm , vendu 1 000€ (le 22 juillet 2023 à Brest).
- Autoportrait, huile sur carton, 48x58 cm, vendu 1 000€ (le 22 juillet 2023 à Brest).

### Dessin et illustration d'ouvrages
Œuvres non datées
- Hameau inconnu, archives municipales d'Hennebont[32].
- Merlevenez, Archives municipales d'Hennebont[33].
- Élégante au chapeau vert, Archives municipales d'Hennebont[33].

## Publications
- « Nos compatriotes : Paul Sérusier », Le Breton de Paris,‎ février 1909.
- « Nos compatriotes : Ulman », Le Breton de Paris,‎ mars 1909.
- « La Bretagne au Salon : Société des artistes français », Le Breton de Paris,‎ mai 1909.
- « Exposition des 100 portraits de femmes », Le Breton de Paris,‎ juillet 1909.
- « Morbihan : exposition à Lorient », Le Breton de Paris,‎ juillet 1909.
- « La Bretagne au Salon d'automne », Le Breton de Paris,‎ octobre 1909.
- « M. Guillevic, peintre et sculpteur », Le Breton de Paris,‎ novembre 1909.
- « 15e exposition des Artistes Bretons, Nantes », Le Breton de Paris,‎ décembre 1909.
- « Exposition Maxime Maufra, chez Durand-Ruel, rue Lafitte », Le Breton de Paris,‎ novembre 1910.
- « Exposition de peintres bretons : Yann d'Argent, Lucas, Cottet, Simon, d'Estienne, Lemordant », Le Breton de Paris,‎ juin 1911.
- « Un artiste breton : Henry Moret », Le Breton de Paris,‎ mai 1913.
- « Exposition "Jeune Bretagne" », Le Temps,‎ novembre 1913.
- Exposition Galerie Artes, 8, rue Tronchet, Paris, du juin 1921 au 4 juillet 1921, L'Art et les Artistes, 18 juin 1921, p. 377.